# José Antonio Salcedo Sanchez
José Antonio Salcedo Sánchez (Valdeganga, 1 oktober 1990) is een Spaanse voetballer die voor Huracán Valencia CF speelt. Hij speelde tussen juli 2009 en januari 2010 zes maanden bij Excelsior Moeskroen. In januari 2010 vertrok hij terug naar Spanje om bij Real Valladolid te voetballen. De keeper meet 1m85 en weegt 80 kg.
Tussen 2000 en 2009 speelde hij bij Albacete.

## Spelerscarrire
| seizoen | club                | klasse | land               | wedst | goals |
| ------- | ------------------- | ------ | ------------------ | ----- | ----- |
| 2009/10 | Excelsior Moeskroen | België | Jupiler Pro League | 5     | 0     |
| 2009/10 | Real Valladolid B   | Spanje | Segunda División B | 0     | 0     |
|         |                     | Totaal | 5                  | 0     |       |

Laatst bijgewerkt: 02-02-10